# Всичко започва в началото на пътя
„Всичко започва в началото на пътя“ (на руски: Всё начинается с дороги) е съветски филм от 1959 година, заснет от Мосфилм.

## Сюжет
Две беди, почти едновременно се стоварват върху главата на строителя- монтажник Степан Боков (Виктор Авдюшко). Първо съпругата му Даша (Нона Мордюкова) го напуска, а след това губи работата си. Разстроен, той заминава за Сибир, за да се присъедини към един строеж, извършван от комсомолска бригада. Във влака се запознава с Анушка (Людмила Хитяева), млада бетонолеярка, пътуваща към същия строеж. Постепенно между тях се зараждат сериозни отношения. Въпреки че Степан не може да уреди да работи заедно с Анушка, той често успява да намери време за да я посети на нейния участък. След завършването на строежа, Степан и Анушка решават, че повече няма да се разделят и оттук нататък ще работят само заедно.

## В ролите
- Виктор Авдюшко като Степан Боков
- Нона Мордюкова като Даша
- Ира Новикова като дъщерята на Степан и Даша
- Людмила Хитяева като Анушка
- Александър Демяненко като Генка
- Сергей Гурзо като Шурка
- Валентина Владимирова като Екатерина Ивановна
- Иван Рижов като Авдеич
- Тамара Сьомина като Надя
- Пьотр Константинов като Копилов